# Калузо
Калузо (італ. Caluso, п'єм. Caluso) — муніципалітет в Італії, у регіоні П'ємонт, метрополійне місто Турин.
Калузо розташоване на відстані близько 530 км на північний захід від Рима, 30 км на північний схід від Турина.
Населення — 7606 осіб (2014).
Покровитель — SS. Calocero e Andrea.

## Демографія
Населення за роками:

Станом на 1 січня 2023 року в муніципалітеті офіційно проживало 685 іноземців з 49 країн, серед них 475 громадян країн Євросоюзу та 6 громадян України.

## Сусідні муніципалітети
- Бароне-Канавезе
- Кандія-Канавезе
- Ківассо
- Фольїццо
- Мацце
- Монтанаро
- Сан-Джорджо-Канавезе

## Міста-побратими
- Бриссак-Кенсе, Франція